# 1864 en philosophie
Chronologie de la philosophie
- 1860
- 1861
- 1862
- 1863
- 1864
- 1865
- 1866
- 1867
- 1868

L’année 1864 a été marquée, en philosophie, par les événements suivants :

## Publications
- 4e édition de la  Philosophie de Kant de Victor Cousin.
- Philosophie du droit pénal et Philosophie du droit ecclésiastique, des rapports de la religion et de l'État d'Adolphe Franck, publiés dans la collection « Bibliothèque de philosophie contemporaine » chez Germer Baillière.
- Le Positivisme anglais : étude sur Stuart Mill d'Hippolyte Taine, publié dans la collection « Bibliothèque de philosophie contemporaine » chez Germer Baillière.

## Naissances
- 27 mars : Karl Joël, philosophe allemand, mort en 1934 à 70 ans.
- 11 juillet : Peter Deunov, philosophe et maître spirituel bulgare, mort en 1944 à 80 ans.
- 16 mai : Nathan Birnbaum, philosophe juif, né à Vienne (Autriche), un des pionniers du mouvement sioniste, mort en 1937 à 72 ans.
- 16 août : F.C.S. Schiller, philosophe britannique, mort en 1937 à 72 ans.

## Décès
- 4 mai : Adolphe Garnier, philosophe français, né en 1801.
- 10 août : Bartolomé Herrera, philosophe et homme politique péruvien, né en 1808.